# حلزون نفیر لکه‌دار
حلزون نفیر لکه‌دار (نام علمی: Cominella adspersa) نام یک گونه از فراراستهُ تازه‌شکم‌پایان است.